# مدرسة خاصة
المدارس الخاصة أو المدرسة المستقلة هي مدرسة مستقلة في شؤونها المالية وحوكمتها. وتُعرف أيضًا باسم المدارس الخاصة، أو المدارس غير الحكومية، أو الممولة من القطاع الخاص، أو المدارس غير الحكومية، ولا تُدار من قبل الحكومات المحلية أو الحكومية أو الوطنية. وهم عادة لا يعتمدون على الحكومة الوطنية أو المحلية لتمويل هباتهم المالية. عادة ما يكون لديهم مجلس حكام يتم انتخابهم بشكل مستقل عن الحكومة، ولديهم نظام حكم يضمن تشغيلهم المستقل.

## نبذة
قد يكون الأطفال الذين يلتحقون بالمدارس الخاصة موجودين لأنهم غير راضين عن المدارس العامة في منطقتهم. وقد يتم اختيارهم لبراعتهم الأكاديمية، أو براعتهم في مجالات أخرى، أو أحيانًا خلفيتهم الدينية. تحتفظ المدارس الخاصة بالحق في اختيار طلابها ويتم تمويلها كليًا أو جزئيًا عن طريق فرض رسوم على طلابها بدلاً من الاعتماد على الضرائب من خلال التمويل العام (الحكومي)؛ في بعض المدارس الخاصة، قد يتمكن الطلاب من الحصول على منحة دراسية، أو تخفيض هذه الرسوم الدراسية، اعتمادًا على مواهب الطالب أو قدراته (مثل المنح الدراسية الرياضية، أو المنح الدراسية للفنون، أو المنح الدراسية الأكاديمية)، أو الحاجة إلى المساعدة المالية، أو المنح الضريبية التي قد تكون متاحة. ترتبط بعض المدارس الخاصة بدين معين، مثل اليهودية أو الكاثوليكية الرومانية أو اللوثرية. في القرن الماضي، اختارت عائلة واحدة من بين كل 10 أسر أمريكية تقريبًا تسجيل أطفالها في مدرسة خاصة.
قد يكون للمدارس المستقلة انتماء ديني، ولكن الاستخدام الدقيق للمصطلح يستبعد المدارس الضيقة (وغيرها) إذا كان هناك اعتماد مالي على المنظمات الخارجية أو حوكمتها. تنطبق هذه التعريفات عمومًا بالتساوي على كل من التعليم الابتدائي والثانوي.

## أنواع المدارس الخاصة
وفي المملكة المتحدة وعدة بلدان أخرى من بلدان الكومنولث، بما في ذلك أستراليا وكندا، يقتصر استخدام هذا المصطلح عموما على مستويات التعليم الابتدائي والثانوي؛ هو تقريبا أبدا استعملت من جامعات وأخرى مؤسسات جامعيّة. ويغطي التعليم الخاص في أمريكا الشمالية كامل نطاق النشاط التعليمي، الذي يتراوح بين مؤسسات التعليم قبل المدرسي إلى مؤسسات المستوى الثالث. تتراوح الرسوم الدراسية السنوية في مدارس K-12 من لا شيء في ما يسمى بالمدارس «المجانية» إلى أكثر من 45,000 دولار في العديد من المدارس الإعدادية في نيو إنجلاند.
يشمل المستوى الثانوي المدارس التي تقدم من 7 إلى 12 عامًا (يُعرف العام الثاني عشر بالسادس الأدنى) والعام 13 (السادس الأعلى). تشمل هذه الفئة المدارس الإعدادية للجامعات أو «المدارس الإعدادية» والمدارس الداخلية والمدارس النهارية. تختلف الرسوم الدراسية في المدارس الثانوية الخاصة من مدرسة إلى أخرى وتعتمد على العديد من العوامل، بما في ذلك موقع المدرسة، واستعداد الوالدين للدفع، ورسوم الأقران والوقف المالي للمدرسة. تدعي المدارس، يتم استخدام الرسوم الدراسية العالية لدفع رواتب أعلى لأفضل المعلمين وتستخدم أيضًا لتوفير بيئات تعليمية غنية، بما في ذلك انخفاض نسبة الطلاب إلى المعلمين، وحجم الفصول الصغيرة والخدمات، مثل المكتبات ومختبرات العلوم وأجهزة الكمبيوتر. بعض المدارس الخاصة هي مدارس داخلية والعديد من الأكاديميات العسكرية مملوكة للقطاع الخاص أو تديرها أيضًا.
تشكل المدارس التابعة للطوائف والمذاهب فئة فرعية من المدارس الخاصة. تقوم بعض هذه المدارس بتعليم التعليم الديني، جنبًا إلى جنب مع المواد الأكاديمية المعتادة لإثارة معتقدات دينهم وتقاليدهم لدى الطلاب الذين يحضرون. يستخدم البعض الآخر المذهب كعلامة عامة أكثر لوصف ما بنى المؤسسون على اعتقادهم، مع الحفاظ على التمييز الدقيق بين الأكاديميين والدين. وهي تشمل المدارس الضيقة، وهو مصطلح يستخدم غالبًا للدلالة على المدارس الكاثوليكية الرومانية. تشمل الجماعات الدينية الأخرى الممثلة في قطاع التعليم الخاص من الروضة حتى الثانية عشرة البروتستانت واليهود والمسلمين والمسيحيين الأرثوذكس.
كما أن العديد من البدائل التعليمية، مثل المدارس المستقلة، ممولة من القطاع الخاص. وكثيراً ما تتجنب المدارس الخاصة بعض الأنظمة الحكومية، وإن كان معظمها يمتثل، باسم نوعية التعليم، للأنظمة المتعلقة بالمحتوى التعليمي للفصول الدراسية. وكثيراً ما تكتفي المدارس الدينية الخاصة بإضافة التعليم الديني إلى الدورات الدراسية التي تقدمها المدارس العامة المحلية.
تهدف مدارس المساعدة الخاصة إلى تحسين حياة طلابها من خلال توفير خدمات مصممة خصيصًا لتلبية الاحتياجات الخاصة جدًا للطلاب الأفراد. وتشمل هذه المدارس تعليم المدارس والمدارس للمساعدة في تعلم الأطفال المعوقين.

## حسب البلد

### أستراليا
وفي أستراليا، فإن المدارس المستقلة، التي يشار إليها أحياناً باسم المدارس الخاصة، هي مجموعة فرعية من المدارس غير الحكومية التي لا تديرها، لأغراض الإدارة، سلطة حكومية ولديها نظام حكم يكفل عملها المستقل. وعادة ما يدير هذه المدارس مجلس مدرسي منتخب انتخابا مستقلا أو مجلس محافظين، وتتراوح على نطاق واسع في نوع التعليم المدرسي المقدم والاقتصاد الاجتماعي للمجتمع المدرسي الذي يخدم. وتدير المعاهد الدينية بعض المدارس المستقلة؛ والبعض الآخر ليس له انتماء ديني وتحركه فلسفة وطنية (مثل المدارس الدولية)، أو فلسفة الدوغوغ (مثل مدارس والدورف - شتاينر)، أو احتياجات محددة (مثل المدارس الخاصة). اعتبارا من عام 2018، بما في ذلك المدارس المستقلة التي تديرها المعاهد الدينية الكاثوليكية، من أصل 9,477 مدرسة في أستراليا 1,140 مدرسة (12 في المائة) في القطاع المستقل. وفي العام نفسه، سجلت المدارس المستقلة أكثر من 000 617 طالب، أو 16 في المئة من عدد الطلاب الأستراليين.
وتشكل المدارس المستقلة في أستراليا ما يقرب من 16 في المائة من مجموع المسجلين، في حين أن المدارس الكاثوليكية، التي عادة ما تكون رسومها أقل، تشكل أيضا نسبة كبيرة (19 في المائة) من المدارس الكاثوليكية. وعادة ما تعتبر قطاع المدارس الخاصة بهم ضمن الفئة العريضة من المدارس المستقلة. [التوضيح مطلوب] ويتزايد معدل الالتحاق بالمدارس غير الحكومية باطراد على حساب الالتحاق بالمدارس الحكومية، التي شهدت انخفاضا في حصتها من الالتحاق بالمدارس من 78.1 في المائة إلى 65 في المائة منذ عام 1970.
تختلف المدارس الأسترالية المستقلة عن تلك الموجودة في الولايات المتحدة حيث توفر الحكومة الأسترالية التمويل لجميع المدارس بما في ذلك المدارس المستقلة باستخدام نموذج تمويل «قائم على الاحتياجات». اعتمد هذا النموذج على درجة الوضع الاجتماعي والاقتصادي (SES)، المستمدة من اختيار عينة من عناوين الآباء وتعيينها على مختلف نقاط دخل الأسرة وبيانات التعليم التي تم جمعها من التعداد الوطني الذي يتم كل خمس سنوات. في عام 2013، بعد إصدار تقرير Gonski (الأول)، تم تغيير صيغة التمويل لحساب تمويل المدرسة الفردية مقارنة بمعيار الموارد المدرسية (SRS). يستخدم SRS نتائج الامتحانات من برنامج التقييم الوطني - اختبارات معرفة القراءة والكتابة والحساب (NAPLAN)، ويحسب SRS من مجموعة من المدارس ذات الأداء الجيد، ويطبق هذه الصيغة على مدارس أخرى على افتراض أنها يجب أن تكون قادرة على تحقيق نتائج مماثلة من تمويل مماثل. التمويل المقدم للمدارس المستقلة على نطاق متدرج ولا يزال لديه عنصر «القدرة على الدفع»؛ ومع ذلك، في المتوسط، فإن التمويل الممنوح لقطاع المدارس المستقلة هو 40 في المائة من التمويل المطلوب لتشغيل المدارس الحكومية، ويتكون الباقي من الرسوم الدراسية والتبرعات من الآباء. تأتي غالبية التمويل من حكومة الكومنولث، بينما توفر حكومات الولايات والأقاليم حوالي ثلث مبلغ الكومنولث. كلفت حكومة Turnbull Gonski في 2017 لرئاسة المراجعة المستقلة لتحقيق التميز التعليمي في المدارس الأسترالية، والتي يطلق عليها Gonski 2.0. نشرت الحكومة التقرير في 30 أبريل 2018. بعد المفاوضات، بدأت الاتفاقات الثنائية بين كومنولث أستراليا مع كل ولاية وإقليم في 1 يناير 2019، باستثناء فيكتوريا، التي بدأ اتفاقها الثنائي في 1 فبراير 2019. توفر اتفاقيات التمويل للولايات التمويل للمدارس الحكومية (20 في المائة) والمدارس غير الحكومية (80 في المائة) مع مراعاة التغيرات السنوية في أعداد القيد والفهرسة وخصائص الطالب أو المدرسة. تم تكليف مجلس الموارد المدرسية الوطنية بمسؤولية مراجعة استقلالية امتثال كل دولة لاتفاق (اتفاقيات) التمويل.
يمكن أن تختلف رسوم المدرسة المستقلة من أقل من 100 دولار شهريًا إلى 2000 دولار وما فوق، اعتمادًا على مستوى سنة الطالب وحجم المدرسة والاقتصاد الاجتماعي لمجتمع المدرسة. في أواخر عام 2018، أفيد أن أغلى المدارس المستقلة (مثل مدارس APS ومدارس AGSV في ملبورن ومدارس GPS ومدارس QGSSSA في بريسبان ومدارس NSW GPS والمدارس المشتركة المشتركة ومدارس ISA في سيدني ونيو جنوب ويلز) تتقاضى رسومًا تصل إلى 500000 دولار للسنوات الثلاث عشرة من التعليم المستقل.
المدارس الخاصة في أستراليا دائمًا ما تكون أكثر تكلفة من نظيراتها العامة 

#### المدارس الكاثوليكية
تشكل المدارس الكاثوليكية ثاني أكبر قطاع بعد المدارس الحكومية، بحوالي 21٪ من المسجلين في المدارس الثانوية. معظم المدارس الكاثوليكية الأسترالية تنتمي إلى نظام، مثل المدارس الحكومية، عادة ما تكون مختلطة وتحاول توفير التعليم الكاثوليكي بالتساوي عبر الولايات. تُعرف هذه المدارس أيضًا باسم «النظامية». يتم تمويل المدارس الكاثوليكية النظامية بشكل رئيسي من قبل حكومة الولاية والحكومة الفيدرالية ولها رسوم منخفضة.
عادة ما يكون للمدارس الكاثوليكية، النظامية والمستقلة، تركيز ديني قوي، وعادة ما يكون معظم موظفيها وطلابها من الكاثوليك.

#### المدارس المستقلة
وتشكل المدارس المستقلة القطاع الأخير وهي الشكل الأكثر شعبية في التعليم المدرسي للطلاب الداخليين. المدارس المستقلة هي مؤسسات غير حكومية ليست عموما جزءا من نظام.
وعلى الرغم من أن معظمها غير منحاز، فإن بعض المدارس المستقلة المعروفة تنتمي أيضاً إلى الأسس الدينية الكبيرة الراسخة، مثل الكنيسة الأنغليكانية والكنيسة الموحدة والكنيسة المشيخية، ولكنها في معظم الحالات لا تصر على الولاء الديني لطلابها. وعادة ما ينظر إلى هذه المدارس على أنها «مدارس النخبة». كما تندرج في هذه الفئة العديد من «المدارس النحوية». وعادة ما تكون المدارس باهظة الثمن التي تميل إلى أن تكون أعلى السوق والتقليدية في الاسلوب، وبعض المدارس الكاثوليكية تندرج في هذه الفئة أيضا، على سبيل المثال كلية سانت جوزيف، غريغوري تراس، كلية سانت إغناطيوس، ريفرفيو، كلية سانت غريغوري، كامبلتاون، كلية سانت ألويسيوس (سيدني) وكلية سانت جوزيف، هنتر هيل، فضلا عن لوريتو كيريبيلي، كلية مونت سانت أنجيلو ميرسي ولوريتو نورمان.
وتوجد مدارس مستقلة ذات رسوم منخفضة وكثيراً ما تقوم بها انتماءات دينية مثل الكنيسة الأرثوذكسية اليونانية وغيرها من الطوائف المسيحية الأقل بروزاً.

### كندا
في كندا، تشير المدرسة المستقلة إلى المدارس الابتدائية والثانوية التي تتبع المتطلبات التعليمية الإقليمية ولكن لا تديرها وزارة المقاطعة؛ عادة ما يستخدم مصطلح مستقل لوصف المدارس غير الهادفة للربح. في بعض المقاطعات، ينظم قانون المدارس المستقلة المدارس المستقلة ويجب أن تقدم منهجًا دراسيًا تحدده حكومة المقاطعة. يوجد في أونتاريو أكثر المدارس المستقلة في كندا. وتشمل هذه كلية ريدلي وكلية هافيرغال وكلية كريسنت وكلية سانت أندروز وكلية كولومبيا الدولية وكلية يورك وكلية أشبيري. من أمثلة المدارس المستقلة في كولومبيا البريطانية مدرسة برينتوود كوليدج، ومدرسة شاونيجان ليك، ومدرسة سانت مارغريت، ومدرسة جامعة سانت مايكل.
العديد من المدارس المستقلة في كندا تفي بالمعايير الوطنية وهي معتمدة من قبل منظمة وطنية غير ربحية تسمى المدارس الكندية المعتمدة المستقلة (CAIS).
يتم تمويل المدارس المستقلة في كولومبيا البريطانية جزئيا من قبل الحكومات البلدية من خلال [التوضيح اللازم] إعفاءات ضريبية قانونية ومتساهلة. ويبدو أن الهدف من التشريع هو تكافؤ الفرص [التوضيح اللازم] بين مدارس القطاعين الخاص والعام. وتؤدي هذه الإعفاءات الضريبية على مدى فترة من الزمن إلى استثمارات كبيرة من جانب الحكومات البلدية في قطاع المدارس الخاصة، ولكن من الناحية القانونية ليس لها أي حصة في الممتلكات، لأنها لا تزال في أيدي القطاع الخاص. واعتمادا على الهيكل المالي للمدرسة، قد يكون للوالدين حصة مالية أثناء تسجيل ذريتهم، ولكن الاستثمار ليس مستمرا، ويعاد مبلغ التسجيل، الذي يمول النفقات الرأسمالية للمدرسة، عند مغادرة المدرسة. يتم دفع الوديعة المرتجعة من التسجيل الجديد اللاحق، ويترتب على ذلك أنه لا يوجد أحد الوالدين يقوم باستثمار طويل الأجل في المدرسة. يبدو أن الحكومات البلدية على التوازن هي المدى الطويل الوحيد المستثمرين، من خلال الإعفاءات الضريبية القانونية ومتساهلة، مع عدم وجود حق في استعادة هذه التكاليف إذا تم حل المدرسة أو تم التخلص من أي جزء من الأصول.
أكاديمية روبرت لاند في ويلاندبورت، أونتاريو هي المدرسة العسكرية المستقلة الوحيدة في كندا للبنين في الصفوف من 6 إلى 12.
وفي عام 1999، كان 5.6 في المائة من الطلاب الكنديين ملتحقين بالمدارس الخاصة، وبعضها مدارس دينية أو دينية، بما في ذلك مدارس مسيحية وكاثوليكية ويهودية وإسلامية. تعتبر بعض المدارس الخاصة في كندا من الطراز العالمي، وخاصة بعض المدارس الداخلية ذات التاريخ الطويل واللامع. وكانت المدارس الخاصة مثيرة للجدل في بعض الأحيان، حيث أكد بعضها في وسائل الإعلام وفي وزارة التعليم الإقليمية في أونتاريو أن الطلاب قد يشترون درجات مبالغ فيها من المدارس الخاصة.

### ألمانيا
والحق في إنشاء مدارس خاصة في ألمانيا هو في الفقرة 4 من المادة 7 من غرونيتجيستز ولا يمكن تعليقه حتى في حالة الطوارئ. كما لا يمكن إلغاء هذه الحقوق. ونُفذت هذه الحماية غير العادية للمدارس الخاصة لحماية هذه المدارس من حدث آخر في جليشالشالتونغ أو حدث مماثل في المستقبل. ومع ذلك، فهي أقل شيوعا مما هي عليه في العديد من البلدان الأخرى. وبوجه عام، زادت نسبة التلاميذ في هذه المدارس في ألمانيا بين عامي 1992 و2008 من 6.1 في المائة إلى 7.8 في المائة (بما في ذلك الارتفاع من 0.5 في المائة إلى 6.1 في المائة في جمهورية ألمانيا الديمقراطية السابقة). وبلغت نسبة الطلاب في المدارس الثانوية الخاصة 11.1 في المائة.
وهناك نوعان من المدارس الخاصة في ألمانيا، إرساتشولين (حرفيا: مدارس بديلة) وإرغانزانغسشولين (حرفيا: المدارس المساعدة). هناك أيضا Hochschulen الخاصة (الكليات الخاصة والجامعات) في ألمانيا، ولكن على غرار المملكة المتحدة، ومصطلح المدرسة الخاصة تقريبا أبدا تستخدم من الجامعات أو مؤسسات التعليم العالي الأخرى.
ومدرسة إرساتشولين هي مدارس ابتدائية أو ثانوية عادية يديرها أفراد عاديون أو منظمات خاصة أو جماعات دينية. وتقدم هذه المدارس نفس أنواع الشهادات التي تقدمها المدارس العامة. ويفتقر إرساتشولين إلى حرية العمل خارج نطاق التنظيم الحكومي تماماً. ويجب أن يحصل المعلمون في إرساتشولن على نفس التعليم على الأقل وعلى الأقل بنفس الأجور التي يحصل عليها المعلمون في المدارس العامة، ويجب أن يكون لدى مدرسة إرساتزشول نفس المعايير الأكاديمية على الأقل التي تتمتع بها المدرسة العامة، كما تحظر الفقرة 4 من المادة 7 من غروتاجيستز الفصل بين التلاميذ وفقاً لوسائل والديهم (ما يسمى Sonderungsverbot). لذلك، فإن معظم Ersatzschulen لديها رسوم دراسية منخفضة للغاية أو تقدم منحًا دراسية ، مقارنة بمعظم دول أوروبا الغربية الأخرى. ومع ذلك ، لا يمكن تمويل هذه المدارس مع مثل هذه الرسوم الدراسية المنخفضة ، وهذا هو السبب في أن جميع Ersatzschulen الألمانية يتم تمويلها بالإضافة إلى ذلك من الأموال العامة. يمكن أن تصل النسب المئوية للمال العام إلى 100٪ من نفقات الموظفين. ومع ذلك، أصبحت المدارس الخاصة معسرة في الماضي في ألمانيا.
ومدرسة إرغنزونغشولين هي مدارس ثانوية أو ما بعد ثانوية (غير جامعية)، يديرها أفراد عاديون أو منظمات خاصة أو جماعات دينية نادرة وتقدم نوعا من التعليم غير متاح في المدارس العامة. ومعظم هذه المدارس هي مدارس مهنية. ومع ذلك، فإن هذه المدارس المهنية ليست جزءا من نظام التعليم المزدوج الألماني. يتمتع Ergänzungsschulen بحرية العمل خارج اللوائح الحكومية ويتم تمويله بالكامل من خلال فرض رسوم دراسية على طلابهم.

### إيطاليا
وفي إيطاليا، تمثل المدارس الخاصة حوالي خُمس المدارس الإيطالية، لأن التعليم في الغالب عام. ويلتحق حوالي واحد من كل 10 طلاب إيطاليين بمدرسة خاصة، بينما يذهب آخرون إلى المدارس العامة. وينص الدستور الإيطالي على أن التعليم يكون عاماً ومجانياً وإلزامياً لمدة 8 سنوات على الأقل.
وغالبية المدارس التي لا تديرها الدولة كاثوليكية. في الفترة 2008-2009 كانت المدارس الكاثوليكية حوالي 57٪ من جميع المدارس الخاصة، مع ميل إلى الانخفاض.

### الهند

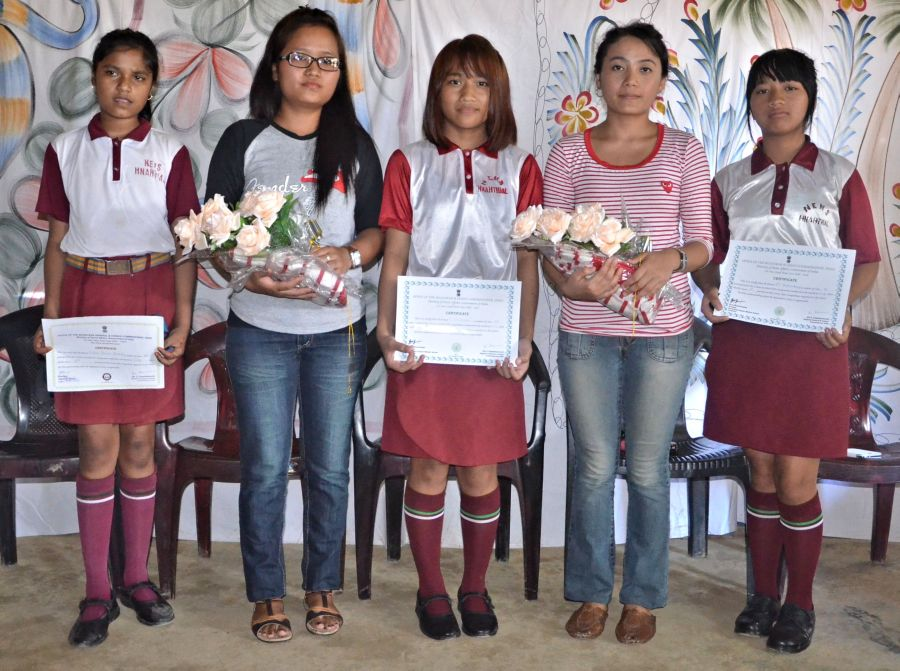
طلاب مدرسة خاصة في ميزورام ، الهند

في الهند، تسمى المدارس الخاصة المدارس المستقلة، ولكن بما أن بعض المدارس الخاصة تتلقى مساعدات مالية من الحكومة، يمكن أن تكون مدرسة بمساعدة أو بدون مساعدة. لذا، بالمعنى الدقيق، المدرسة الخاصة هي مدرسة مستقلة غير معونة. ولأغراض هذا التعريف، لا يُنظر إلا في تلقي المعونة المالية، وليس الأراضي المشتراة من الحكومة بسعر مدعوم. ومن سلطة كل من حكومة الاتحاد وحكومات الولايات أن تحكم المدارس لأن التعليم يظهر في القائمة المتزامنة للمواضيع التشريعية في الدستور. وكانت هذه الممارسة أن تقدم حكومة الاتحاد توجيهات سياسية واسعة النطاق في حين تضع الولايات قواعدها وأنظمتها الخاصة لإدارة القطاع. وأسفر ذلك أيضا، في جملة أمور، عن 30 مجلس امتحانات أو سلطات أكاديمية مختلفة تجري امتحانات لشهادات التخرج من المدرسة. لوحات الامتحانات البارزة الموجودة في ولايات متعددة هي CBSE وCISCE وNENBSE
ومن الناحية القانونية، لا يمكن إدارة المدارس في الهند إلا للصناديق الاستئمانية غير الربحية والمجتمعات. وسيتعين عليهم استيفاء عدد من المعايير المتعلقة بالبنية التحتية والموارد البشرية للحصول على الاعتراف (شكل من أشكال الترخيص) من الحكومة. ويشير منتقدو هذا النظام إلى أن هذا يؤدي إلى الفساد من جانب مفتشي المدارس الذين يتحققون من الامتثال وإلى عدد أقل من المدارس في بلد لديه أكبر عدد من الأميين البالغين في العالم. وفي حين أن البيانات الرسمية لا تبين المدى الحقيقي للتعليم الخاص في البلد، فقد أفادت دراسات مختلفة بعدم شعبية المدارس الحكومية وتزايد عدد المدارس الخاصة. وقد أبلغ التقرير السنوي عن حالة التعليم، الذي يقيّم مستويات التعلم في المناطق الريفية في الهند، عن ضعف التحصيل الدراسي في المدارس الحكومية عنه في المدارس الخاصة. الفرق الرئيسي بين المدارس الحكومية والخاصة هو أن وسيلة التعليم في المدارس الخاصة هي اللغة الإنجليزية في حين أنها اللغة المحلية في الحكومة

### إندونيسيا
وفي إندونيسيا، عادة ما تكون المدارس الخاصة في المدن الكبرى. وتنشئ المؤسسات جميع المدارس الخاصة في إندونيسيا. تكاليف التعليم لا يتم دعمها من الحكومة. وتتوقف الاختلافات بين المدارس الخاصة والمدارس العامة على كل مدرسة. وتطبق كل مدرسة خاصة سياسات من الحكومة الإندونيسية، وتتيح جميع المدارس الخاصة الفرصة لأنشطة إضافية سواء كانت ثقافية أو للرياضة.

### أيرلندا
في أيرلندا، التعريف المعترف به دولياً لـ «المدرسة الخاصة» مضلل، والفرق الأكثر دقة هو بين المدارس التي تفرض رسوماً والمدارس غير التي تفرض رسوماً. ويرجع ذلك إلى أن ما يقرب من 85 في المائة من جميع المدارس هي مدارس خاصة (أيرلندية: scoil phríobháideach) بسبب عدم امتلاكها للدولة. والكنيسة الكاثوليكية الرومانية هي أكبر مالك للمدارس في أيرلندا، مع مؤسسات دينية أخرى تملك المدارس الخاصة المتبقية. ومع ذلك، وعلى الرغم من أن الغالبية العظمى من المدارس تخضع لملكية المؤسسات الخاصة، فإن الدولة الأيرلندية تدفع معظم تكاليفها، بما في ذلك مرتبات المعلمين. ومن بين هذه المدارس الخاصة، لا تفرض رسوم على رسوم إلا أقلية صغيرة جداً. وفي عام 2007، «يمثل عدد المدارس المسموح لها بفرض رسوم 7.6 في المائة من مدارس التعليم ما بعد المرحلة الابتدائية البالغ عددها 723 مدرسة، وهي تلبي احتياجات 7.1 في المائة من مجموع المسجلين». إذا رغبت مدرسة تفرض رسومًا في توظيف معلمين إضافيين، يتم دفع رسوم مدرسية لهم، التي تميل إلى أن تكون منخفضة نسبيا في أيرلندا بالمقارنة مع بقية العالم. ولأن تمويل الدولة يلعب دوراً أساسياً في تمويل جميع المدارس التي تفرض رسوماً واحدة، فلابد من خضوعها لتفتيش مماثل من قبل الدولة للمدارس غير التي تفرض رسوماً. ويرجع ذلك إلى اشتراط أن تكفل الدولة حصول الأطفال على حد أدنى معين من التعليم؛ يجب على المدارس الايرلندية التي تدعمها الدولة فرض رسوم لا يزال العمل من أجل شهادة المبتدئين وشهادة ترك، على سبيل المثال.
المدرسة الثانوية الوحيدة التي تفرض رسوما في أيرلندا والتي لا تتلقى أي تمويل من الدولة، وهي مدرسة نورد أنجليا الدولية في دبلن، ليس من الضروري أن تخضع لإشراف الدولة الذي تخضع له جميع المدارس الأخرى التي تفرض رسوما. كما يجلس الطلاب هناك البكالوريا الدولية بدلاً من شهادة التخرج الأيرلندية التي يجلس عليها كل طالب ثانوي أيرلندي آخر. غير أن طلاب نورد أنجليا يدفعون في المقابل نحو 000 25 يورو سنوياً كرسوم، مقارنة بـ 000 4 يورو - 000 8 يورو سنوياً يدفعها الطلاب في جميع المدارس الأيرلندية الأخرى التي تفرض رسوماً، كما تتضاعف رسوم المدارس التي تفرض رسوماً في أيرلندا كمدارس داخلية. وقد ترتفع رسوم هذه الرسوم إلى 000 25 يورو في السنة. جميع المدارس التي تدعمها الدولة التي تفرض رسوماً تدار من قبل نظام ديني، على سبيل المثال، جمعية يسوع أو جماعة الإخوة المسيحيين، إلخ. المدارس الخاصة الرئيسية هي كلية بلاكروك، كلية كلونديس وود، كلية كاسلووك، كلية بلفيدير، كلية غونزاغا وتيرينوري.
وهناك  عدد صغير من المدارس الدولية التي تتقاضى رسومًا في أيرلندا، بما في ذلك مدرسة فرنسية ومدرسة يابانية ومدرسة ألمانية.

### لبنان
وفي لبنان ، تلتحق الغالبية العظمى من الطلاب بالمدارس الخاصة ، ومعظمها مملوكة وتديرها الكنيسة المارونية. المدارس المملوكة للحكومة موجودة بالفعل ، ولكن نسبة صغيرة فقط من السكان يحضرون هذه الهياكل القديمة ، والتي تم بناء معظمها في منتصف القرن العشرين. إن المستويات التعليمية عالية جداً في لبنان ، ولكن لا يوجد في هذه المدارس سوى أولئك الذين يستطيعون تحمل تكلفتها. يمثل هذا مشكلة كبيرة لأنه لا يضع عبئًا على الآباء والأسر الشابة فحسب ، بل يمنع أيضًا أفرادًا معينين من تحقيق إمكاناتهم الكاملة.
ويستخدم لبنان نظامًا مختلطًا غير عادي ، حيث تتشابك الأنظمة الفرنسية والإنجليزية والأمريكية ، وأحيانًا في نفس المنشأة. اعتبارًا من عام 2015، استمر حوالي 85٪ من خريجي المدارس الثانوية والثانوية في الالتحاق بالجامعة.

### ماليزيا
كانت المدارس الصينية يقوم بتأسيسها الصينيون العرقيون في ماليزيا في وقت مبكر من القرن التاسع عشر. وقد أنشئت المدارس بهدف رئيسي هو توفير التعليم باللغة الصينية. على هذا النحو، لا يزال طلابهم الصينية إلى حد كبير حتى يومنا هذا على الرغم من أن المدرسة نفسها مفتوحة للناس من جميع الأعراق والخلفيات.
وبعد استقلال ماليزيا في عام 1957 اصدرت الحكومة تعليمات لجميع المدارس بتسليم ممتلكاتها ودمجها في نظام المدارس الوطنية . وتسبب ذلك في ضجة بين الصينيين وتم التوصل إلى حل وسط من حيث أن المدارس ستصبح بدلاً من ذلك مدارس «من النوع الوطني». وبموجب هذا النظام، لا تتولى الحكومة سوى المناهج الدراسية والعاملين في مجال التدريس في حين أن الأراضي لا تزال ملكاً للمدارس. وفي حين سُمح للمدارس الابتدائية الصينية بالاحتفاظ باللغة الصينية كوسيلة للتعليم، فإن المدارس الثانوية الصينية مطالبة بالتحول إلى مدارس إنجليزية متوسطة. تم تحويل أكثر من 60 مدرسة لتصبح مدارس من النوع الوطني.

### نيبال
وفي معظم مناطق النيبال، سيكون التعليم الذي تقدمه حكومات الولايات من الناحية التقنية في إطار فئة «المدارس العامة». وهي ممولة من الحكومة الاتحادية أو الدولة ولديها رسوم صفرية أو ضئيلة.
أما الفئة الأخرى من المدارس فهي تلك التي يديرها أفراد من القطاع الخاص والمنظمات الخاصة والجماعات الدينية جزئياً أو بالكامل. تلك التي تقبل الأموال الحكومية تسمى المدارس «بمساعدة». يتم تمويل المدارس الخاصة «غير المعونة» بالكامل من قبل أطراف خاصة. ومستوى التعليم وجودته مرتفعان جدا. ومن الناحية التقنية، سيتم تصنيف هذه المدارس على أنها مدارس خاصة، ولكن العديد منها يرفق بها اسم «المدرسة العامة» (مثل مدرسة غالاكسي العامة في كاتماندو). وترسل معظم أسر الطبقة المتوسطة أطفالها إلى هذه المدارس، التي قد تكون في مدينتها أو بعيدة، مثل المدارس الداخلية. ووسيلة التعليم هي اللغة الإنكليزية، ولكن كلغة إلزامية، تُدرَّس اللغة النيبالية أو الرسمية للدولة أيضاً. ويقتصر التعليم قبل المدرسي في معظمه على مدارس الحضانة المنظمة في الأحياء.

### هولندا
وفي هولندا، يعمل أكثر من ثلثي المدارس التي تمولها الدولة بشكل مستقل، ويرتبط العديد من هذه المدارس بالجماعات الدينية. ويصنف برنامج تقييم الطلاب الدوليين، الذي تنسقه منظمة التعاون والتنمية في الميدان الاقتصادي، التعليم في هولندا على أنه التاسع من أفضل المستويات في العالم اعتبارا من عام 2008، وهو أعلى بكثير من متوسط منظمة التعاون والتنمية في الميدان الاقتصادي.
وفي نيسان/أبريل 2014، كانت هناك 88 مدرسة خاصة في نيوزيلندا، تقدم الطعام لنحو 000 28 طالب أو 3.7 في المائة من مجموع الطلاب. وقد انخفضت أعداد المدارس الخاصة منذ منتصف السبعينات نتيجة لاختيار العديد من المدارس الخاصة أن تصبح مدارس متكاملة للدولة، ويرجع ذلك في معظمه إلى الصعوبات المالية الناجمة عن التغيرات في أعداد الطلاب أو الاقتصاد. تحافظ المدارس المتكاملة الحكومية على طابعها الخاص في المدارس الخاصة وتتلقى أموال الدولة مقابل الاضطرار إلى العمل مثل المدرسة الحكومية، على سبيل المثال يجب عليها تدريس منهج الدولة، ويجب عليها توظيف معلمين مسجلين، ولا يمكنهم فرض رسوم دراسية (يمكنهم فرض رسوم حضور" مقابل صيانة الأراضي والمباني المدرسية التي لا تزال خاصة). وحدث أكبر انخفاض في أعداد المدارس الخاصة بين عامي 1979 و 1984، عندما تكامل نظام المدارس الكاثوليكية الخاص آنذاك في البلد. ونتيجة لذلك، فإن المدارس الخاصة في نيوزيلندا تقتصر الآن إلى حد كبير على أكبر المدن (أوكلاند، هاميلتون، ولينغتون وكرايستشيرش) والأسواق المتخصصة.
وتمول المدارس الخاصة بالكامل تقريبا ً من الرسوم الدراسية التي يدفعها أولياء أمور الطلاب، ولكنها تتلقى بعض الإعانات الحكومية. وتحظى المدارس الخاصة بشعبية كبيرة في الأداء الأكاديمي والرياضي، والهيبة، والتفرد، وشبكات الفتيان/الفتيات المسنين؛ ومع ذلك ، فإن العديد من المدارس المتكاملة للدولة وبعض المدارس الحكومية المرموقة من جنس واحد ، مثل مدرسة أوكلاند النحوية وكلية ولينغتون ، تنافس بنشاط مع المدارس الخاصة في التحصيل الأكاديمي والرياضي والتاريخ والشخصية.
غالبًا ما تكون المدارس الخاصة أنجليكانية ، مثل King's College ومدرسة Diocesan للفتيات في أوكلاند ، ومدرسة St Paul's Collegiate في هاملتون ، ومدرسة St Peter في كامبريدج، ومدرسة Samuel Marsden Collegiate في Wellington ، و Christ's College و St Margaret's College في كرايستشيرش ؛ أو مشيخي ، مثل كلية سانت كينتيجيرن وكلية سانت كوثبرت في أوكلاند ، وكلية سكوتس وكلية الملكة مارجريت في ويلينغتون ، وكلية سانت أندروز ومدرسة رانجي رورو للبنات في كرايستشيرش. ومع ذلك ، فإن المجموعة الانشقاق الكاثوليكية ، جمعية سانت بيوس العاشر في وانجانوي تدير ثلاث مدارس خاصة (بما في ذلك المدرسة الثانوية ، كلية سانت دومينيك).
تم تشكيل مجموعة حديثة من المدارس الخاصة التي تديرها الأعمال من قبل مجموعة الكليات الأكاديمية ؛ مع المدارس في جميع أنحاء أوكلاند ، بما في ذلك كلية ACG العليا في CBD أوكلاند ، وكلية ACG Parnell في بارنيل ، والمدرسة الدولية ACG New Zealand International College .

### سلطنة عمان
تحتفظ عُمان بعدد من المدارس النهارية الخاصة المختلطة ذات الشهرة العالمية ومعظمها مؤسسات قواعد تعليمية خاصة تقدم كلاسيكيات تتجاوز اللاتينية واليونانية لتشمل الدراسات الأدبية القديمة للسنسكريتية والعبرية والعربية. ومن أبرزها الأكاديمية الأمريكية البريطانية، والمدرسة البريطانية في مسقط ، والمدرسة الباكستانية في مسقط ، والمدرسة الهندية الغبرة ومدرسة السلطان (انظر أيضًا قائمة المدارس الخاصة في عمان).

### الفلبين
في الفلبين، كان القطاع الخاص مزودًا رئيسيًا للخدمات التعليمية ، حيث شكل حوالي 7.5٪ من الالتحاق بالتعليم الابتدائي ، و 32٪ من الالتحاق بالتعليم الثانوي وحوالي 80٪ من الالتحاق بالتعليم العالي. أثبتت المدارس الخاصة فعاليتها في استخدام الموارد. تكون تكاليف الوحدة في المدارس الخاصة بشكل عام أقل مقارنة بالمدارس العامة. هذا الوضع أكثر وضوحا على المستوى الجامعي. لقد أعطت اللوائح الحكومية التعليم الخاص المزيد من المرونة والاستقلالية في السنوات الأخيرة ، لا سيما من خلال رفع الوقف الاختياري لطلبات الدورات الجديدة والمدارس والتحويلات الجديدة ، من خلال تحرير سياسة الرسوم الدراسية للمدارس الخاصة ، عن طريق استبدال تعليم القيم للسنتين الثالثة والرابعة مع اللغة الإنجليزية والرياضيات والعلوم الطبيعية في خيار المدرسة ، ومن خلال إصدار الدليل المنقح للوائح المدارس الخاصة في أغسطس 1992.
يوفر مخطط التعاقد على الخدمات التعليمية للحكومة مساعدة مالية للرسوم الدراسية والرسوم المدرسية الأخرى للطلاب الذين تحولوا عن المدارس الثانوية العامة بسبب تجاوزات التسجيل. مخصص الرسوم الدراسية موجه للطلاب المسجلين في الدورات ذات الأولوية في برامج ما بعد المرحلة الثانوية وغير الجامعية ، بما في ذلك الدورات المهنية والتقنية. يتم توفير المساعدة المالية لطلاب التعليم الخاص إلى خريجي المدارس الثانوية المحرومين ، ولكنهم يستحقون ، والذين يرغبون في متابعة التعليم الجامعي / التقني في الكليات والجامعات الخاصة.
في العام الدراسي 2001/2002، كان هناك 4,529 مدرسة ابتدائية خاصة (من إجمالي 40,763) و 3,261 مدرسة ثانوية خاصة (من إجمالي 6,683). في 2002/2003، كان هناك 1,297 مؤسسة تعليم عالي خاصة (من إجمالي 1,470).

### البرتغال
في البرتغال، تم إنشاء المدارس الخاصة بشكل تقليدي من قبل المغتربين والدبلوماسيين الأجانب من أجل تلبية احتياجاتهم التعليمية. تتركز المدارس الخاصة الناطقة بالبرتغالية بشكل رئيسي في لشبونة وبورتو. تعمل Ministério da Educação كهيئة إشرافية وتنظيمية لجميع المدارس ، بما في ذلك المدارس الدولية.

### سنغافورة
في سنغافورة، بعد فترة قصيرة من امتحان الخروج من المدرسة الابتدائية أو PSLE ، يمكن للطلاب اختيار الدخول إلى مدرسة ثانوية خاصة. («مدارس خاصة.» المدارس الخاصة في سنغافورة | التعليم الخاص ، www.actualyse.com/prv/private-schools.aspx؟c=SG&alang=en.)

### جنوب أفريقيا
بعض أقدم المدارس في جنوب أفريقيا هي مدارس كنسية خاصة أنشأها المبشرون في أوائل القرن التاسع عشر. نما القطاع الخاص منذ ذلك الحين. بعد إلغاء الفصل العنصري ، تغيرت القوانين التي تحكم التعليم الخاص في جنوب إفريقيا بشكل ملحوظ. يعترف قانون المدارس في جنوب إفريقيا لعام 1996  بفئتين من المدارس: «العامة» (التي تسيطر عليها الدولة) و «المستقلة» (التي تشمل المدارس الخاصة التقليدية والمدارس الخاضعة للحكم الخاص).
في السنوات الأخيرة من عصر الفصل العنصري، مُنح الآباء في المدارس الحكومية البيضاء خيار التحول إلى نموذج «شبه خاص» يسمى النموذج C ، وغيرت العديد من هذه المدارس سياسات قبولهم لقبول أطفال من أعراق أخرى. بعد الانتقال إلى الديمقراطية ، تم إلغاء الشكل القانوني لـ «النموذج C»، ومع ذلك ، يستمر استخدام المصطلح لوصف المدارس الحكومية التي كانت مخصصة سابقًا للأطفال البيض. تميل هذه المدارس إلى تحقيق نتائج أكاديمية أفضل من المدارس الحكومية المخصصة سابقًا لمجموعات عرقية أخرى. مدارس «النموذج ج» السابقة ليست مدارس خاصة ، لأنها تخضع لسيطرة الدولة. جميع المدارس في جنوب إفريقيا (بما في ذلك المدارس المستقلة والمدارس العامة) لها الحق في تحديد الرسوم المدرسية الإلزامية ، وتميل المدارس النموذجية C سابقًا إلى تحديد رسوم مدرسية أعلى بكثير من المدارس العامة الأخرى.

### السويد
في السويد، يتمتع التلاميذ بحرية اختيار مدرسة خاصة ، وتتلقى المدرسة الخاصة نفس المبلغ الذي تحصل عليه المدارس البلدية. التحق أكثر من 10٪ من التلاميذ السويديين بالمدارس الخاصة عام 2008. تشتهر السويد دوليًا بهذا النموذج المبتكر لقسيمة المدرسة الذي يوفر للطلاب السويديين الفرصة لاختيار المدرسة التي يفضلونها.     على سبيل المثال ، أكبر سلسلة مدارس ، Kunskapsskolan («مدرسة المعرفة»)، تقدم 30 مدرسة وبيئة قائمة على الويب ، ولديها 700 موظف وتدرس ما يقرب من 10000 تلميذ. تم التوصية على النظام السويدي لباراك أوباما.

### المملكة المتحدة
تفضل المدارس غير الحكومية عمومًا تسمية المدارس المستقلة ، نظرًا لحريتها في العمل خارج سيطرة الحكومة والحكومة المحلية. تُعرف بعض هذه المدارس أيضًا باسم المدارس العامة . تعد المدارس الإعدادية في إنجلترا وويلز التلاميذ حتى سن 13 عامًا لدخول «المدارس العامة»، أي المدارس الثانوية المستقلة. في اسكتلندا ، حيث كان نظام التعليم منفصلاً دائمًا عن بقية بريطانيا العظمى ، يُستخدم مصطلح «المدرسة العامة» للإشارة إلى مدارس الدولة ، وهي مخصصة لعامة الناس.
وفقًا لـ Good Schools Guide ، فإن حوالي 9٪ من الأطفال الذين يتلقون تعليمًا في المملكة المتحدة هم في مدارس تفرض رسومًا على مستوى GCSE و 13٪ على مستوى A.   بعض المدارس المستقلة أحادية الجنس ، على الرغم من أن هذا أصبح أقل شيوعًا. تتراوح الرسوم من أقل من 3000 جنيه إسترليني إلى 21000 جنيه إسترليني أو أكثر سنويًا للتلاميذ النهاريين ، وترتفع إلى 27.000 جنيه إسترليني في السنة للمقيمين. تختلف التكاليف في اسكتلندا.
في 15 أغسطس 2010 ، ذكرت صحيفة الأوبزرفر أن الفجوة في الإنجاز على مستوى A بين المدارس المستقلة والمدارس الحكومية في المملكة المتحدة من المقرر أن تتسع ، مع تحقيق ثلاثة أضعاف عدد الطلاب المتعلمين بشكل مستقل لتحقيق الدرجة الجديدة A *. كما أشارت الصحيفة إلى أنه وفقاً لمنظمة «المراقبة العادلة»، كان احتمال ذهاب الطلاب المتفوقين من أفقر الخلفيات إلى الجامعات العليا سبع مرات أقل من أقرانهم الأغنى.
ومع ذلك ، يأتي واحد من كل أربعة أطفال متعلمين بشكل مستقل من الرموز البريدية بمتوسط الدخل الوطني أو أقل ، ويتلقى واحد من كل ثلاثة مساعدة في الرسوم المدرسية. ومع ذلك ، لم يتم تحديد دخول الأسرة الفعلية للتلاميذ ، والتي قد تكون أقل أو أعلى من المتوسط لمنطقة رمز بريدي معينة.
تشير الأدلة المستقاة من دراسة طولية رئيسية إلى أن المدارس البريطانية المستقلة توفر مزايا في التحصيل العلمي والوصول إلى أفضل الجامعات ،  وأن خريجي هذه المدارس يتمتعون بميزة سوق العمل ، حتى أنهم يتحكمون في مؤهلاتهم التعليمية.
في المملكة المتحدة، نما التعليم المستقل (أو التعليم الخاص) بشكل مستمر على مدى السنوات العشرين الماضية.

#### إنجلترا وويلز
تُعرف المدارس المستقلة الأكثر شهرة في إنجلترا وويلز باسم «المدارس العامة»، وتنقسم أحيانًا إلى مدارس عامة رئيسية وثانوية. يتعلق تعريف مشترك للمدرسة العامة بعضوية مؤتمر المديرين والمديرين ، وهذا يشمل العديد من المدارس النحوية المستقلة). يعني مصطلح «المدرسة العامة» في الأصل أن المدرسة مفتوحة للجمهور (على عكس المعلمين الخاصين).

#### اسكتلندا
تُعرف المدارس التي لا تمولها الدولة في اسكتلندا بالمدارس المستقلة أو الخاصة. قد تكون المدارس المستقلة أيضًا مدارس متخصصة أو خاصة - مثل بعض مدارس الموسيقى أو مدارس Steiner Waldorf التعليمية أو مدارس التعليم الخاص.
تقوم المدارس الاسكتلندية المستقلة حاليًا بتعليم أكثر من 31000 طالب وتوظف حوالي 3500 معلم. ويمثل المدارس المجلس الإسكتلندي للمدارس المستقلة (SCIS). لا تزال جميع المدارس تخضع للتفتيش من قبل المفتشية الحكومية ، والتعليم اسكتلندا ، ومفتشية الرعاية. وتخضع المدارس المستقلة في اسكتلندا للجمعيات الخيرية لاختبار محدد من مكتب منظم الخيرية الأسكتلندية ، المصمم لإثبات المنفعة العامة التي تقدمها المدارس.

### الولايات المتحدة الأمريكية
في الولايات المتحدة ، يمكن تطبيق مصطلح «مدرسة خاصة» بشكل صحيح على أي مدرسة لا يتم توفير التسهيلات والتمويل لها من قبل الحكومة الفيدرالية أو حكومة الولاية أو الحكومة المحلية ؛ على عكس «المدرسة العامة»، التي تديرها الحكومة أو في حالة المدارس المستأجرة ، بشكل مستقل بتمويل وتنظيم حكوميين. يتم تشغيل غالبية المدارس الخاصة في الولايات المتحدة من قبل المؤسسات والمنظمات الدينية.
وتقوم المدارس المستقلة في الولايات المتحدة بتعليم جزء صغير من السكان في سن المدرسة (أكثر بقليل من 1 ٪ من مجموع السكان في سن المدرسة ، حوالي 10 ٪ من الطلاب الذين يذهبون إلى المدارس الخاصة). التمييز الأساسي بين المدارس المستقلة والمدارس الخاصة الأخرى هو الحكم الذاتي والاستقلال المالي ، أي أن المدارس المستقلة تمتلك وتدير وتمول نفسها. في المقابل ، تمول المدارس العامة وتحكمها الحكومات المحلية وحكومات الولايات ، ومعظم المدارس الضيقة مملوكة ومحكومة وممولة من قبل المؤسسات الدينية مثل الأبرشية أو الرعية. قد تكون المدارس المستقلة تابعة لدين أو طائفة معينة ؛ ومع ذلك ، على عكس المدارس الضيقة ، المدارس المستقلة مملوكة ذاتيًا وتحكمها مجالس أمناء مستقلة. في حين أن المدارس المستقلة لا تخضع لرقابة أو تنظيم حكومي كبير ، إلا أنها معتمدة من نفس وكالات الاعتماد الإقليمية الستة التي تعتمد المدارس العامة.والرابطة الوطنية للمدارس المستقلة (NAIS) هي منظمة عضوية للمدارس الأمريكية المستقلة قبل الكلية.  

يقدم NAIS هذا التعريف للمدرسة المستقلة:  
 المدارس المستقلة هي 501 (c) 3 كيانات مؤسسية غير ربحية ، مستقلة في الحوكمة والتمويل ، وهذا يعني:
1. المدارس المستقلة «تمتلك نفسها» (على عكس المدارس الحكومية المملوكة للحكومة أو المدارس الضيقة المملوكة للكنيسة) وتحكم نفسها ، عادةً من خلال مجلس أمناء يديم نفسه بنفسه يؤدي واجبات ائتمانية للرقابة وواجبات إستراتيجية للتمويل والإعداد توجيه ورؤية المؤسسة ، ومن خلال تفويض العمليات اليومية بالكامل إلى مدير المدرسة.
2. تمول المدارس المستقلة نفسها (على عكس المدارس العامة الممولة من الحكومة والمدارس الضيقة المدعومة من الكنيسة)، إلى حد كبير من خلال فرض رسوم ، وجمع الأموال ، والدخل من الوقف.

 الاستقلال هو السمة الفريدة لهذا القطاع من صناعة التعليم ، حيث يوفر للمدارس أربع حريات تساهم في نجاحها: حرية تحديد مهامها الفريدة ؛ حرية قبول وإبقاء هؤلاء الطلاب فقط متوافقين مع المهمة ؛ حرية تحديد مؤهلات المعلمين ذوي الجودة العالية ؛ وحرية تحديد ما يجب تدريسه وكيفية تقييم إنجازات الطلاب وتقدمهم بأنفسهم. 
 في الولايات المتحدة ، هناك كليات وجامعات مستقلة أكثر من الجامعات العامة ، على الرغم من أن الجامعات العامة تسجل عددًا أكبر من الطلاب. منظمة العضوية لمؤسسات التعليم العالي المستقلة هي الرابطة الوطنية للكليات والجامعات المستقلة. 
تُعفى المدارس الخاصة بشكل عام من معظم اللوائح التعليمية على المستوى الفيدرالي ولكنها تخضع لرقابة شديدة على مستوى الولاية. وعادة ما تتطلب منهم اتباع روح اللوائح المتعلقة بمحتوى الدورات في محاولة لتوفير مستوى تعليمي مساوٍ أو أفضل من المستوى المتوفر في المدارس الحكومية.
في القرن التاسع عشر ، كرد فعل على الهيمنة المتصورة لأنظمة المدارس العامة من خلال الأفكار السياسية والدينية البروتستانتية ، أنشأت العديد من الكنائس الأبرشية الرومانية الكاثوليكية ، والأبرشيات والأوامر الدينية مدارس ، تعمل بالكامل بدون تمويل حكومي. لسنوات عديدة ، كانت الغالبية العظمى من المدارس الخاصة في الولايات المتحدة مدارس كاثوليكية.
ظهر تصور مماثل (ربما يتعلق بالتطورات مقابل المناقشات الخلقية) في أواخر القرن العشرين بين البروتستانت ، مما أدى إلى إنشاء مدارس خاصة جديدة على نطاق واسع. [بحاجة لمصدر] 
في أجزاء كثيرة من الولايات المتحدة، بعد قرار عام 1954 في قضية المحكمة التاريخية براون ضد مجلس التعليم في توبيكا الذي طالب مدارس الولايات المتحدة بإلغاء الفصل العنصري «بكل سرعة متعمدة»، نظمت الأسر المحلية موجة من «الأكاديميات المسيحية» الخاصة. في معظم الجنوب الأميركي، هاجر العديد من الطلاب البيض إلى الأكاديميات، في حين أصبحت المدارس العامة بدورها أكثر تركيزاً مع الطلاب الأميركيين الأفارقة (انظر قائمة المدارس الخاصة في ولاية ميسيسيبي). كان المحتوى أكاديميّة من الأكاديميّات عادة كلية إعداديّة. ومنذ السبعينات، أغلقت العديد من «أكاديميات الفصل العنصري» هذه أبوابها، على الرغم من أن بعضها لا يزال يعمل.  [الاستشهاد مطلوب]
وعادة ما يتم توفير التمويل للمدارس الخاصة من خلال رسوم الدراسة الدراسية للطلاب، والهبات، وأموال المنح الدراسية/قسائم المدارس، والتبرعات والمنح المقدمة من المنظمات الدينية أو الأفراد. يخضع التمويل الحكومي للمدارس الدينية إما لقيود أو ربما يكون ممنوعاً، وفقاً لتفسير المحاكم لشرط إنشاء التعديل الأول أو تعديلات «بلين» الفردية للدولة. ومن الناحية النظرية، يمكن للمدارس الخاصة غير الدينية أن تكون مؤهلة للحصول على هذا التمويل دون متاعب، مفضلة مزايا الرقابة المستقلة على قبول الطلاب ومحتوى المقرر الدراسي بدلاً من التمويل العام الذي يمكن أن تحصل عليه مع وضع الميثاق.
مفهوم مماثل ، ظهر مؤخراً من داخل نظام المدارس العامة ، هو مفهوم «المدارس المستأجرة»، وهي مدارس عامة مستقلة تقنياً ، ولكنها في كثير من النواحي تعمل بشكل مماثل للمدارس الخاصة الغير الدينية.
وقد نوقش التعليم الخاص في الولايات المتحدة من قبل المعلمين والمشرعين والآباء ، منذ بدايات التعليم الإلزامي في ماساتشوستس في عام 1852. ويبدو أن سابقة المحكمة العليا تفضل الخيار التعليمي ، طالما أن الولايات قد تضع معايير للإنجاز التعليمي. وفيما يلي بعض أكثر السوابق القضائية للمحكمة العليا صلة بهذا الموضوع: رونيون ضد ماكري ، 427 الولايات المتحدة 160 (1976)؛ ويسكونسن ضد يودر ، 406 الولايات المتحدة 205 (1972)؛ بيرس ضد جمعية الأخوات ، 268 الولايات المتحدة 510 (1925)؛ ماير ضد نبراسكا ، 262 الولايات المتحدة 390 (1923).
هناك تضارب محتمل بين القيم التي تم تبنيها في الحالات المذكورة أعلاه والقيود المنصوص عليها في المادة 29 من اتفاقية الأمم المتحدة لحقوق الطفل ، الموضحة أدناه.
اعتبارًا من عام 2012، فرضت المدارس الخاصة عالية الجودة في الولايات المتحدة رسومًا تعليمية كبيرة ، بما يقرب من 40000 دولار سنويًا للمدارس النهارية في مدينة نيويورك ، وحوالي 50000 دولار للمدارس الداخلية. ومع ذلك ، لم تغطي الرسوم الدراسية نفقات التشغيل ، لا سيما في المدارس الداخلية. المدارس الرائدة مثل مدرسة Groton لديها أوقاف كبيرة تصل إلى مئات الملايين من الدولارات تكملها حملات جمع التبرعات. المدارس الداخلية ذات السمعة الجيدة في الولايات المتحدة لديها هيئة طلابية من جميع أنحاء البلاد ، بل من جميع أنحاء العالم ، وقائمة بالمتقدمين تتجاوز قدراتهم بكثير.

## روابط خارجية
- مجلس المدارس المستقلة في أستراليا
- الرابطة الوطنية للمدارس المستقلة (الولايات المتحدة الأمريكية
- المدارس المستقلة الكندية المعتمدة
- المجلس الإسكتلندي للمدارس المستقلة
- جمعية المدارس المستقلة في المملكة المتحدة